# Spodnje Stranice
Spodnje Stranice (nemško Graben bei Rötschach ali Unterrabensberg) je naselje v Občini Zreče. Ustanovljeno je bilo leta 1998 iz dela ozemlja naselja Stranice kot Graben, leta 1999 dobi sedanje ime. Leta 2015 je imelo 155 prebivalcev.
Naselje je znano po Frankolovskem pokolu.